# Kluci (film, 2015)
Kluci (v originále Pojkarna) je švédsko-finský hraný film z roku 2015, který režírovala Alexandra-Therese Keining podle stejnojmenného románu z roku 2010. Film zachycuje tři dívky, které se působením kouzelné květiny mohou přeměnit na chlapce. Snímek měl světovou premiéru na Mezinárodním filmovém festivalu v Torontu 6. září 2015. V ČR byl uveden v roce 2016 na filmovém festivalu Mezipatra.

## Děj
Kim, Momo a Bella jsou kamarádky, které musejí čelit šikaně ze strany spolužáků. Společně tráví čas v zahradním skleníku, kde zasadí neobvyklé semeno. Během noci z něj vyroste tajemná květina. Po ochutnání jejího nektaru se na jednu noc promění v kluky. Dívky vidí, že jako chlapci mají mnohem více příležitostí zapojit se do života svých vrstevníků. Zatímco Momo a Bella vidí v kouzlu jen zajímavé zpestření jejich životů, Kim zjišťuje, že by chtěla zůstat chlapcem nastálo. Začne se stýkat s Tonym, do kterého se zamiluje. Květina však rychle usychá až zcela zahyne a kouzlo už není možné obnovit. Kim se rozhodne opustit kamarádky a rodinu a odjet z města pryč.

## Obsazení
| Tuva Jagell               | Kim        |
| Emrik Öhlander            | Kim        |
| Louise Nyvall             | Momo       |
| Alexander Gustavsson      | Momo       |
| Wilma Holmén              | Bella      |
| Vilgot Ostwald Vesterlund | Bella      |
| Mandus Berg               | Tony       |
| Josefin Neldén            | učitelka   |
| Anette Nääs               | matka Kim  |
| Olle Wirenhed             | otec Belly |
| Lars Väringer             | Sten       |
| Filip Vester              | Jesper     |